# Ozerne (obwód doniecki)
Ozerne (ukr. Озерне, poprzednia nazwa Illicziwka, ukr. Іллічівка) – wieś na Ukrainie, w obwodzie donieckim, w rejonie kramatorskim. W 2001 liczyła 263 mieszkańców.